# Kelsie Payne
Kelsie Danielle Payne (Austin, 29 novembre 1995) è una pallavolista statunitense, opposto delle Omaha Supernovas.

## Biografia
Kelsie Payne nasce ad Austin, in Texas, figlia di David e Kandi Payne. Nel 2012 si diploma alla John B. Connally High School, mentre in seguito studia alla University of Kansas.

## Caratteristiche tecniche
Gioca inizialmente come centrale, iniziando a disimpegnarsi come opposto dal secondo anno alla Kansas.

## Carriera

### Club
Inizia la sua carriera giocando a livello giovanile con l'Austin Juniors e poi a livello scolastico con la John B. Connally HS, partecipando ai tornei delle scuole superiori texane. Dopo il diploma entra a far parte della squadra di pallavolo femminile della Kansas: con le Jayhawks partecipa alla NCAA Division I dal 2014 al 2017, raggiungendo la Final 4 nel 2015, sconfitta in semifinale; nel corso della sua carriera universitaria riceve inoltre diversi riconoscimenti individuali.
Nella stagione 2018-19 firma il suo primo contratto professionistico nella Superliga Série A brasiliana, ingaggiata dal Pinheiros, mentre nella stagione seguente approda nella Lega Nazionale A svizzera, dove difende i colori del Kanti. Dopo essere stata annunciata dallo Schweriner, pochi giorni dopo partecipa e supera il draft della V-League sudcoreana, venendo selezionata dal Korea Expressway per il campionato 2020-21, dando vita a un giallo che si conclude col suo approdo alla formazione asiatica per un biennio.
Nella stagione 2022-23 approda nella Sultanlar Ligi turca con il Sigorta Shop, mentre nella stagione seguente è di scena nella Serie A2 italiana con la Sant'Anna. Torna quindi in patria per disputare la quarta edizione dell'Athletes Unlimited e poi la Pro Volleyball Federation 2025 con le Omaha Supernovas.

### Nazionale
Nell'estate del 2016 fa il suo esordio nella nazionale statunitense in occasione della Coppa panamericana, torneo nel quale si aggiudica la medaglia di bronzo.

## Palmarès

### Nazionale (competizioni minori)
- Coppa panamericana 2016

### Premi individuali
- 2015 - All-America First Team
- 2015 - NCAA Division I: San Diego Regional All-Tournament Team
- 2015 - NCAA Division I: Omaha National All-Tournament Team
- 2016 - All-America First Team
- 2017 - All-America Third Team